# 松溪站 (广州)
松溪站是广州地铁13号线的在建车站，位于中国广东省广州市白云区增槎路同康路口南侧。车站预计于2027年启用。

## 车站结构
松溪站为地下二层岛式站台车站，长635.2米，标准段宽20.7米，沿增槎路南北向布置。

### 车站楼层
松溪站地面为车站各出入口，地下一层为站厅，地下二层为13号线站台。
| 地下一层 | 站厅                       | 售票機、客服中心、商店、警务室、安检设施 |  |  |
| 地下二层 | 2 站台                     | █13号线 朝阳方向（下站：13号线西洲）     |  |  |
|          | 岛式站台（卫生间、母婴室） |                                          |  |  |
|          | 1 站台                     | █13号线 新沙方向（下站：罗冲围）         |  |  |

### 站线配置
本站设有一个岛式站台。车站北侧设双折返存车线，可在未来开行小交路时于本站折返。

## 历史
本站于2019年3月开始拆迁绿化并进入施工阶段。

## 未来发展
规划中的佛山地铁5号线计划途经本站换乘，但车站建设时未作出预留。